# 植上由雄
植上 由雄（うえがみ よしお、1956年6月29日-） エッセイスト。フリーライター。運輸交通旅客サービスコラムニスト。
放送局報道、雑誌、週刊誌、情報誌、新聞、タブロイド紙、タクシー業界紙、旅行業界紙、航空業界紙 考証ライター。
国内旅行業務取扱主任者。
一般旅行業務取扱主任者。
大阪市在住。
上記のコラム、エッセイ、記事などを纏めて単行本と文庫本を上梓。

## 略歴
大学卒業後、旅行業界や航空業界を経てタクシー運転手をしながら執筆活動。椎名誠が編集長を務める本の雑誌社の「本の雑誌」の読者投稿欄「三角窓口」をきっかけに博報堂と本の雑誌社が共同企画運営する「WEB本の雑誌」で2000年9月から連載を開始。
2001年8月に同社より「笑う運転手」の単行本でプロデビュー。その後、本の雑誌社より単行本を1冊、幻冬舎より文庫本2冊の合計4冊を出版。
フリーライターとしてのデビューは「朝日新聞 AERA」 1996年11月20日号No.49。
新聞、雑誌、情報誌、タクシー・運輸交通・旅行業界紙などにコラム、エッセイや講演会など多数。
大阪であった全国ニュースには配信されない地元ネタを新聞や雑誌などの各マスコミに執筆、提供、配信。
日本で唯一人の現役タクシー運転手兼業の文筆家と言う事で話題性で、各マスコミからの取材、出演依頼も多い。
メディアへの出演時は 植上由雄 ではなく「タクシー運転手のウエちゃん」を使用する事が多い。
デビュー作の単行本『笑う運転手』は毎日放送ラジオで浜村淳がウエちゃんの役になり、毎日放送のアナウンサーや在阪のフリーアナウンサー、タレントが各回毎に脇役出演をし連続ラジオドラマになる。
書籍、コラム、エッセイ、雑誌、情報誌、新聞などの執筆原稿においては「お金」｛下ネタ｝「売り上げ自慢」「有名人・著名人を乗せました」などの話はプロライターとして、一切書かない姿勢をとっている。
2008年8月より朝日放送（ABC、大阪）の看板情報番組である「ムーブ!」 のニュースシアターのコラムを執筆担当するも、内容が極悪人糾弾番組で過激なため2009年3月で番組が局側上層部の都合判断で突然に打ち切りになる。

## 主な テレビ・ラジオ出演
テレビ
- ワイドABCDE〜す （朝日放送）
- スーパーテレビ情報最前線 （日本テレビ）
- 筑紫哲也 NEWS23 （TBS）
- ニュースステーション （テレビ朝日）
- タモリのグッジョブ!胸張ってこの仕事 （毎日放送制作・TBS系列）
- ブロードキャスター （TBS）
- 情報ライブ EZ!TV （フジテレビ／関西テレビ）
- 知ってた? （毎日放送）
- ムーブ! （朝日放送）
- せやねん! （毎日放送）
- 報道2001 （フジテレビ）
- 解禁!暴露ナイト （テレビ東京）
- ジュニア&高橋の解禁！ウラあるある （朝日放送）
- 雨上がりのやまとナゼ?しこ　(朝日放送)
- 雨上がりの「Aさんの話」〜事情通に聞きました!〜 (朝日放送)

ラジオ
- ありがとう浜村淳です （MBSラジオ）
- 桂九雀のワイワイじゃーなる （ラジオ大阪）
- 羽川英樹のLLらんど! （ABCラジオ）
- ごめんやす馬場章夫です （MBSラジオ）
- おはようパーソナリティ道上洋三です （ABCラジオ）

## 主な 新聞・雑誌・情報誌の特集企画
- 2001年 Voice (PHP研究所) 11月号 「著者に逢いたい！」
- 2002年 教育大阪 （大阪市教育振興公社） 7月号 「国語が1と2でも本が出せるんや！」
- 2002年 朝日新聞 （大阪本社版） 夕刊・社会面  12月21日号 『師走2001 おぉ、にんげん！』
- 2002年 なんでやねん！KANSA！ （吉本興業） 3月-4月号 「タクの運ちゃん、それとも作家！？」
- 2002年 読売新聞 （大阪本社版） 「関西おもしろ文化考」 9月11日号
- 2003年 Yomiuri Weekly 「大阪遠距離激安タクシーなぜ東京で走らない？」 5/4・11合併号
- 2003年 朝日新聞 （大阪本社版） 「私と選挙・私のものさし・こせこせ」 10月25日号
- 2005年 中日新聞 （文化面） 「笑う顔には幸来る／タクシー運転手兼○○？」 2月17日号
- 2006年 MeetsRegional. 『東京出張』 （京阪神エルマガジン社） 「ザ・東京ルール」
- 2008年 宝島 『タブーな人たち』 （タクシー・14年間で給料は1/3に…） 10月号

## WEB連載
- WEB本の雑誌 「ウエちゃんのタクシー日記」 2000年-2003年 全132話
- TaxiSite 「ウエちゃんのタクシー日記／場外編」 2001年-2004年 全55話

## その他
- NHK 連続テレビ小説 「京、ふたり」 （考証） 1990年10月1日-1991年3月30日 放送
- NHK ETV特集 「タクシードライバーの長い夜」 （考証） 2005年5月21日 放送
- NHK NHKスペシャル 「タクシードライバーは眠れない」 （考証） 2005年9月17日 放送

　　　（平成17年 文化庁芸術祭 優秀賞 受賞作品）
- 「日本のバス・タクシー」 （連載コラム） 2004年-2009年
- Tramondo 「回転木馬」 （連載コラム） 不定期

## 作品
- 笑う運転手／ウエちゃんのナニワタクシー日記（植上由雄、本の雑誌社 2001年8月）
- 国道の西、夜明けのミナミ（植上由雄、本の雑誌社 2002年7月）
- 笑う運転手／ウエちゃんのナニワタクシー日記 （植上由雄、幻冬舎／幻冬舎アウトロー文庫 2006年10月）
- 踊る運転手／ウエちゃんのナニワタクシー日記 （植上由雄、幻冬舎／幻冬舎アウトロー文庫 2006年12月）